# HD 15920
HD 15920 är en gul jättestjärna i Cassiopejas stjärnbild.
Den har visuell magnitud +5,16 och är svagt synlig för blotta ögat vid normal seeing.